# 塔納加火山

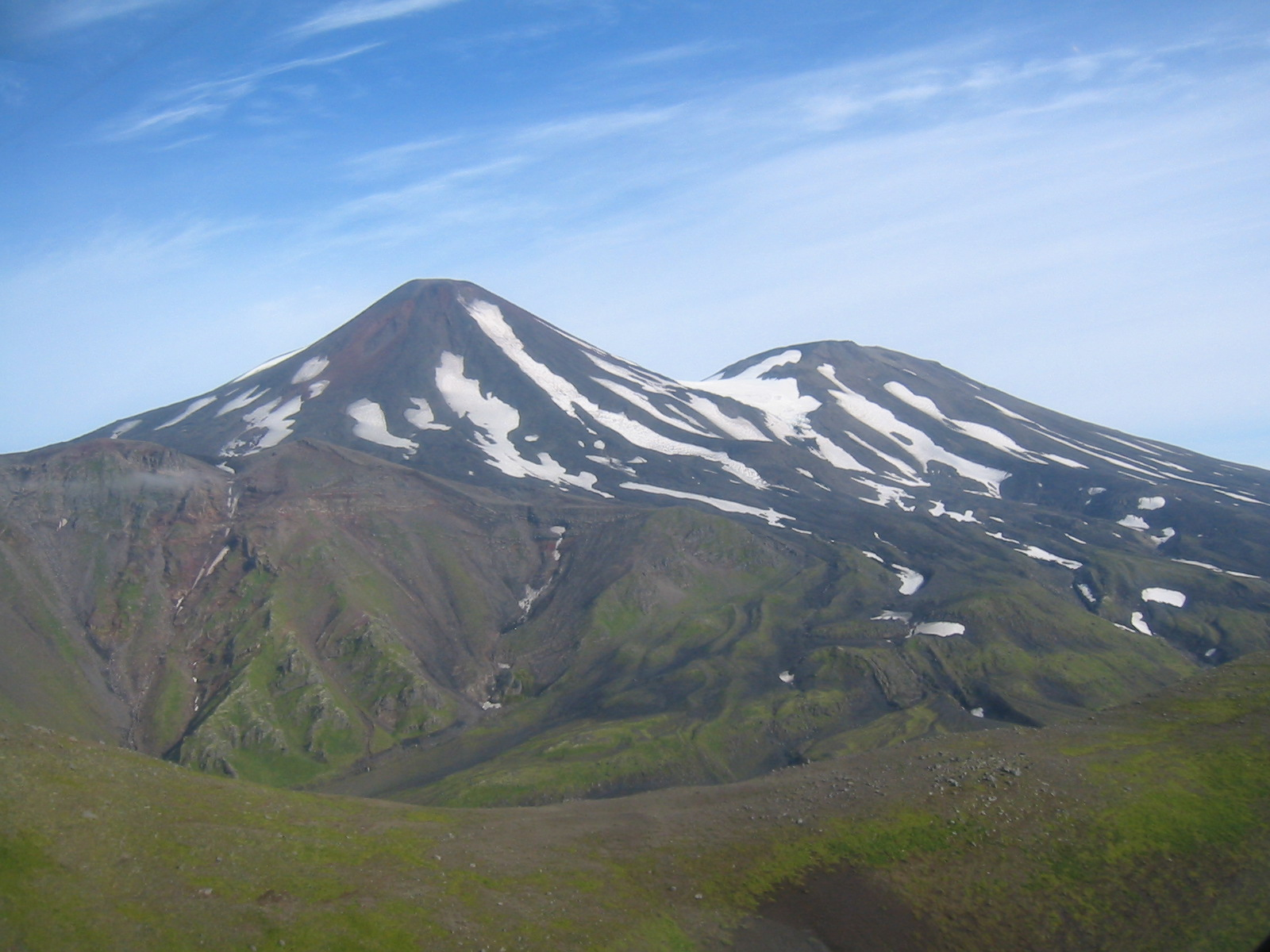

塔納加火山是美國的火山，位於塔納加島西北部，北面和南面是白令海，由阿拉斯加州負責管轄，海拔高度1,806米，最近一次火山噴發在1914年發生。

## 外部連結
- Image of Tanaga